# LumaQQ
LumaQQ是腾讯QQ的非官方客户端程序，是一个遵循GPL的自由软件，由独立的开发小组进行开发，使用Java语言编写，采用SWT的仿QQ界面。由于Java的跨平台特性，LumaQQ可以用于多种操作系统，包括Windows、Linux、FreeBSD等。
LumaQQ实现了腾讯QQ官方客户端的大部分功能，包括参加群聊、接收自定义图像，但还有一些功能尚没有实现，包括文件传输等。它还扩充了一些官方客户端不具备的功能，如显示IP等，但是LumaQQ最著名的，也是最具有争议的扩充功能，就是能够显示对方隐身状态的“如来神掌”。

## 发布规则
LumaQQ一般情况下会不定期发布新的版本，而对于安全更新以及技术更新，则采用发布Patch的方式，而且每一个LumaQQ的版本，都是绿色软件，可以解压缩直接运行。不过LumaQQ不可以采用覆盖的方式来进行除Patch之外的升级，而需要重新安装。

## 历史版本
LumaQQ分为Java版、Mac版和iPhone版。以下是不同版本的发展历史：
- Java版（目前，作者已经基本放弃开发此版本。[1]）
  - LumaQQ 2003：基于QQ 2003协议，采用JDK 1.4.x，开发已停止。此版本协议已过时，无法登录。
  - LumaQQ 2004：基于QQ 2004协议，采用JDK 1.4.x，开发已停止。此版本协议已过时，无法登录。
  - LumaQQ 2004T：基于QQ 2004协议，采用JDK 1.5.x，开发已停止。 此版本协议已过时，无法登录。
  - LumaQQ 2005：基于QQ 2005协议，采用JDK 1.5.x，开发已停止。
  - LumaQQ 2006：基于QQ 2006协议，采用JDK 1.5.x，开发停滞。

- Mac版
  - LumaQQ for Mac 2006 Farewell Version
  - LumaQQ for Mac 2007 build 200712061810

- iPhone
  - LumaQQ for iPhone 200712270000[2]

## “如来神掌”
在LumaQQ的2004版本中，增加了一个名为“如来神掌”的功能，这个功能能够显示对方是否隐身。在发布这个版本之后，LumaQQ的下载人数突然增加，也由此产生了赞成和反对的两种声音。后来腾讯公司改进了官方QQ客户端，如来神掌已经对QQ 2005 Beta1以上的版本失效。LumaQQ 2005中已经取消了“如来神掌”的功能。
LumaQQ通过传输一个不可能拒绝的自定义表情给对方来实现探测，因为对方的QQ客户端即使在隐身时也会对这个数据包自动回应，所以可以探测到对方的隐身状态。而腾讯公司改进客户端的方式也是在隐身时禁止接受自定义表情。
由于LumaQQ是一个自由软件，所以作者也公布了这一个功能的主要实现代码（Java语言）。

## 相关软件
TextQQ是在命令行（console、dos窗口）下运行的QQ客户端，使用java技术，基于LumaQQ的核心库开发，可以跨多个平台运行。